# Stalix versluysi
Stalix versluysi är en fiskart som först beskrevs av Weber, 1913.  Stalix versluysi ingår i släktet Stalix och familjen Opistognathidae. Inga underarter finns listade i Catalogue of Life.